# Sovetsk (oblast de Kirov)
Pour les articles homonymes, voir Sovetsk.
Sovetsk (en russe : Советск) est une ville de l'oblast de Kirov, en Russie, et le centre administratif du raïon Sovetski. Sa population s'élevait à 14 389 habitants en 2024.

## Géographie
Sovetsk est située sur la rive droite de la rivière Pijma, à sa confluence avec la Viatka, à 137 km au sud de Kirov. 

## Histoire
Les premières mentions de Koukarka (Кукарка), nom du village à l'origine de Sovetsk, datent de 1594. Ce fut plus tard un sloboda dans le gouvernement de Viatka de la Russie impériale. Renommée Sovetsk en 1918 avec le statut de commune urbaine, la localité a le statut de ville depuis 1937.

## Population
Recensements (*) ou estimations de la population
| 1897* | 1926* | 1939*  | 1959*  | 1970*  | 1979*  |
| ----- | ----- | ------ | ------ | ------ | ------ |
| 3 875 | 4 794 | 10 800 | 14 643 | 17 027 | 18 436 |

| 1989*  | 2002*  | 2006   | 2010*  | 2012   | 2013   |
| ------ | ------ | ------ | ------ | ------ | ------ |
| 19 368 | 18 167 | 16 833 | 16 598 | 16 352 | 16 195 |

## Personnalité
- Viatcheslav Molotov (1890-1986), considéré comme le bras droit de Staline, est né à Sovetsk, alors Koukarka.
- Boris Chichkine (1886-1963), botaniste russe